# Borys Krajewski
Borys Krajewski, Борис (Бер) Израилевич Краевский, Boris Izrailevich Kraevski (ur. 1888 w Szydłowcu, – zm. 10 maja 1938 w miejscu egzekucji Kommunarka pod Moskwą) – rosyjski rewolucjonista, radziecki dowódca wojskowy i działacz gospodarczy. 
Narodowości żydowskiej. Urodził się w rodzinie robotniczej, w dzieciństwie osierocony. Ukończył pierwszą klasę żydowskiej szkoły podstawowej. Pracował w Szydłowcu, Warszawie i Astrachaniu (1900–1909), m.in. w zawodzie szewca, i robotnika w fabryce guzików. Był wielokrotnie aresztowany, dwukrotnie zsyłany do Kraju Narymskiego (Нарымский край) w guberni tomskiej (1912–1914). Uciekł z zesłania zagranicę, przebywając w Niemczech, Francji i Nowym Jorku (1914–1917), gdzie był robotnikiem przy budowie metra i pracował w fabryce obuwia, działał w związku zawodowym szewców oraz był członkiem zarządu emigracyjnej socjaldemokratycznej gazety „Новый мир”. 
Po rewolucji lutowej i obaleniu caratu powrócił w kwietniu 1917 do Rosji. Od września 1917 uczestniczył w działalności partyjnej oraz wojskowej w guberni niżnonowogrodzkiej, m.in. pełniąc funkcje sekretarza Komitetu Gubernialnego SDPRR (b), komisarza sztabu Czerwonej Gwardii, szefa Rewolucyjnego Sztabu Wojskowego, gubernialnego komisarza wojskowego. Przypisuje mu się udział w akcjach eksterminacji miejscowej ludności. 
Od grudnia 1918 do kwietnia 1919 był okręgowym komisarzem wojskowym Zachodniego Okręgu Wojskowego (Smoleńskiego). M.in. walczył w okolicach Grodna, Mińska i Wilna. W lecie 1919 Rewolucyjna Rada Wojskowa Republiki (Революционный Военный Совет Республики) przekazała go do dyspozycji Ludowego Komisariatu Wojskowego Ukrainy, gdzie od 19 czerwca do 5 sierpnia 1919 był okręgowym komisarzem wojskowym Odessy. Jednocześnie od lipca do sierpnia był też przewodniczącym Rady Obrony Odessy, a następnie całego południa Ukrainy. Od października 1919 do marca 1920 kierował sztabem oddziałów powstańczych na tyłach oddziałów Denikina na Wschodniej Ukrainie. Od kwietnia do sierpnia 1920 pełnił funkcję okręgowego komisarza wojskowego rejonu biełomorskiego, od września do października 1920 okręgowego komisarza wojskowego Charkowa, od października 1920 do lipca 1921 dowódcy Zawołżańskiego Okręgu Wojskowego. Następnie zastępca głównego szefa zaopatrzenia Armii Czerwonej (do sierpnia 1922).
W latach 1923–1927 brał udział w opozycji trockistowskiej („lewicowej opozycji”). W latach 1922–1924 wiceszef Ukraińskiego Instytutu Projektowania Budownictwa Rolniczego Ukrsowchoztrest (Украинский институт по проектированию сельского строительства – Укрсовхозтрест) w Charkowie. W latach 1924–1925 członek zarządu radzieckiej spółki handlowej Amtorg w Nowym Jorku. W latach 1925–1930 założyciel i prezes radzieckiej spółki handlowej Jużamtorg (Южaмторг, Yuzhamtorg) (1927–1930) i przedstawiciel Narkomtorgu (Наркомторг) w Argentynie. W tym samym czasie w latach 1926–1930 przedstawiciel handlowy ZSRR w Urugwaju. Prowadził negocjacje w sprawie nawiązania stosunków dyplomatycznych między ZSRR i Brazylią. W 1930 wiceprezes centrali produkcji i handlu mięsem Sojuzmiaso (Мясосоюз), w latach 1930–1936 członek zarządu Ludowego Komisariatu Handlu Zagranicznego ZSRR, gdzie do 1932 zajmował się importem surowców i półproduktów. W latach 1932–1936 prezes spółki eksportu drewna Eksportles (Экспортлес) w Moskwie. Następnie szef jednej z budów Ludowego Komisariatu Przemysłu Leśnego ZSRR. 
W okresie „wielkiej czystki” 28 maja 1937 aresztowany przez NKWD. 25 grudnia 1937 skazany na śmierć przez Kolegium Wojskowe Sądu Najwyższego ZSRR pod zarzutem „działalności kontrrewolucyjnej”. 10 maja 1938 rozstrzelany w miejscu egzekucji Kommunarka pod Moskwą, pochowany anonimowo.
Zrehabilitowany 21 kwietnia 1956 postanowieniem Kolegium Wojskowego SN ZSRR.